# Karlheinz Schöner
Karlheinz Schöner (* 30. April 1951 in Homburg) ist ein deutscher Politiker (CDU). Von 2008 bis 2014 war er Oberbürgermeister der Kreis- und Universitätsstadt Homburg. 

## Ausbildung und Beruf
Karlheinz Schöner war von 1970 bis 2002 als Beamter in der Bundesfinanzverwaltung beschäftigt und beim Zollkriminalamt überwiegend in der Bekämpfung der internationalen und organisierten Kriminalität eingesetzt. Neben dem Studium Rechtswissenschaften schloss er sein Studium zum Diplom-Finanzwirt ab und erhielt die Befähigung zum Steuerberater. Am 1. Juli 2002 wurde er zum hauptamtlichen 1. Beigeordneten und Dezernenten für Bauen und Liegenschaften ernannt. 2005 wurde er zum Bürgermeister und zum ständigen Vertreter des Oberbürgermeisters der Kreis- und Universitätsstadt Homburg gewählt. Seit Sommer 2007 übernahm er kommissarisch das Amt des Oberbürgermeisters. Nach dem Ergebnis der Urwahl vom 13. Januar 2008 wurde er am 14. Januar 2008 zum Oberbürgermeister der Kreis- und Universitätsstadt Homburg ernannt.

## Politik
Karlheinz Schöner trat 1967 in die Junge Union in Homburg und 1971 in die CDU Homburg-Kirrberg ein. Von 2002 bis 2007 war er Stadtverbandsvorsitzender der CDU Homburg. Von 1984 bis 2002 war er für die CDU-Fraktion Mitglied der Ortsrates Kirrberg (Saar); von 1994 bis 1999 zusätzlich stellvertretender Ortsvorsteher und Fraktionssprecher und von 1999 bis Ende 2002 zusätzlich Ortsvorsteher. Im gleichen Zeitraum war er auch Mitglied des Stadtrates von Homburg. Nachdem Oberbürgermeister Joachim Rippel am 3. September 2007 zum saarländischen Minister für Wirtschaft und Wissenschaft berufen wurde, rückte Schöner als Bürgermeister kraft Amtes an die Verwaltungsspitze der Stadt. Am 13. Januar 2008 kandidierte er für das Amt des Oberbürgermeisters. Er konnte sich bei der Urwahl im ersten Wahlgang mit 51,5 Prozent der Stimmen gegen Astrid Klug (SPD) und Georg Weisweiler (FDP) durchsetzen. Während seiner Amtszeit als Oberbürgermeister gelang es Schöner, das Logistik-Zentrum der Robert Bosch GmbH nach Homburg zu bringen. Es wurden zudem Baumaßnahmen durchgeführt, die der Weiterentwicklung der Innenstadt dienten. Schöner entschloss sich, zur Wahl des Homburger Oberbürgermeisters am 25. Mai 2014 nicht mehr anzutreten. Die Amtszeit als Oberbürgermeister endete am 1. Oktober 2014. Sein Amtsnachfolger ist Rüdiger Schneidewind (SPD), welcher aus der Stichwahl am 8. Juni 2014 als Sieger hervorging.
Karlheinz Schöner ist Mitglied des Verwaltungsrats der Kreissparkasse Saarpfalz, gewählter Aufsichtsratsvorsitzender des Homburger Heizkraftwerks sowie im Vorstandsbeirat des kommunalen Versicherungsverbandes.
Nachdem Schöner seit Mai 2018 in den Verdacht geriet, sich der Untreue und des Betrugs strafbar gemacht zu haben, erhob die Staatsanwaltschaft vor dem Landgericht Saarbrücken Klage gegen Schöner wegen des Verdachts der Untreue und des Betruges in sechs Fällen.
Nach neun Verhandlungstagen wurde Schöner im April 2019 wegen Untreue und Vorteilsnahme zu einer Haftstrafe von 15 Monaten, ausgesetzt zur Bewährung, verurteilt.

## Persönliches
Karlheinz Schöner ist katholisch. Er ist verheiratet und hat zwei erwachsene Töchter.